# ゲーベン追跡戦
ゲーベン追跡戦（ゲーベンついせきせん）とは、第一次世界大戦勃発直後の1914年7月末から8月上旬にかけて、地中海で生起した軍事行動である。
地中海戦隊に配備されていたドイツ帝国海軍の巡洋戦艦1隻と小型巡洋艦1隻がイギリス海軍の追跡を受け、中立国であったオスマン帝国のコンスタンティノープルに入港した。ロシアの南下政策に対してオスマン帝国は親独傾向を強めており、8月2日には同盟を締結していた。この状況下、ダーダネルス海峡を通過してトルコ領海に辿り着いたドイツ艦2隻を、オスマン帝国はドイツ帝国から受け入れ、乗組員ごとオスマン帝国海軍に編入した。ドイツ艦2隻の追跡劇と編入によりオスマン帝国と大英帝国（ロシア同盟国）の関係は悪化し、同年10月末にオスマン帝国が中央同盟国側として参戦する要因となった。

## 概要
第一次バルカン戦争を受けて1912年11月にドイツ帝国海軍が新編した地中海戦隊 (Mittelmeerdivision) に、モルトケ級巡洋戦艦2番艦ゲーベン (SMS Goeben) と、マクデブルク級軽巡洋艦ブレスラウ (SMS Breslau) が配備された。
1914年7月末に第一次世界大戦が勃発すると、イギリス海軍の地中海艦隊 (Mediterranean Fleet) はドイツ地中海戦隊の2隻（ゲーベン、ブレスラウ）を捕捉しようとした。
ドイツ艦2隻はイギリス地中海艦隊の追跡から逃れ、ダーダネルス海峡を通過して、8月16日にオスマン帝国のコンスタンティノープルに入港する。
イギリス側はインヴィンシブル級巡洋戦艦を主力とする優勢な艦隊でドイツ艦2隻を追跡したが、通信の遅れによる情報の錯綜と上層部のあいまいな指示などが災いして混乱し、結局ドイツ艦隊を逃してしまった。
当時のオスマン帝国では、南下政策によりバルカン半島に介入するロシア帝国に対抗するため、3B政策を採るドイツ帝国に接近していた。オスマン帝国軍はドイツ軍の軍事顧問団を受け入れていた。これに対しオスマン帝国海軍はイギリス海軍の影響下で海軍力を増強しており、イギリスの民間企業に超弩級戦艦を発注する。ところが世界大戦勃発と共に完成間近の戦艦を2隻とも接収され、トルコ国内で反英感情が高まっていた。
まさにその時に、ドイツ帝国海軍の有力な軍艦2隻が到着した事になる。仮にゲーベンとブレスラウがイギリス地中海艦隊の追跡から逃げられず、オスマン帝国領土に辿りつかなかったら、トルコ戦艦2隻（エリン、エジンコート）接収事件は忘れられたかもしれなかった。
秘密裏に軍事同盟を結んでいたオスマン帝国はドイツ艦2隻を退去させたり武装解除せず、ドイツ帝国から購入して将官や乗組員ごとオスマン帝国海軍に編入した。
ゲーベンは、ヤウズ・スルタン・セリム (Yavuz Sultan Selim) と改名した。ブレスラウは、ミディッリ (Midilli) と改名した。
一連の事件（土獨同盟、英国のトルコ戦艦接収、トルコのドイツ艦編入）は、中東の石油利権やスエズ運河の安定的支配を求めてオスマン帝国の分割を狙うイギリスと、親独傾向を強めていたオスマン帝国の関係を悪化させた。同年10月31日から11月初旬にかけてオスマン帝国は三国協商各国（ロシア帝国、イギリス、フランス）に宣戦を布告して国交を断絶、中央同盟国陣営として第一次世界大戦に参入した。

## 背景

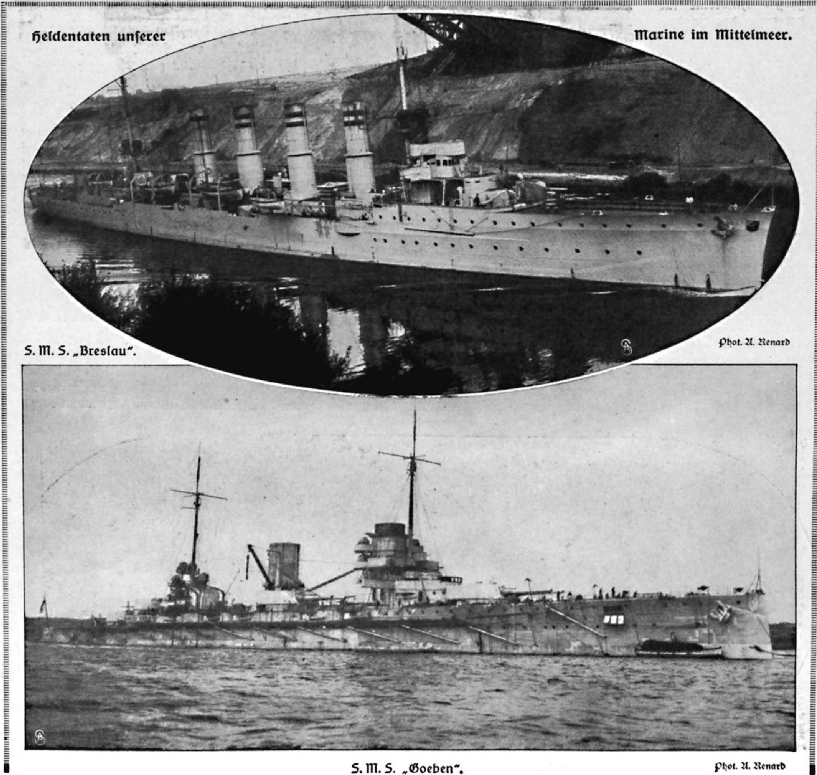
ゲーベンとブレスラウの写真。

不凍港を求めて南下政策を採るロシア帝国は、大日本帝国との日露戦争で海軍の主力艦隊（バルチック艦隊、太平洋艦隊）を失った。極東方面での進出をしばらく断念したロシアの眼は、再び中央アジアに向けられる（ロシアの歴史、ロシアとトルコの関係、ロシアとトルコの戦争史）。その戦略目標はコンスタンティノープル（イスタンブール）の占領と、ダーダネルス海峡およびボスポラス海峡の掌握である。衰退著しいオスマン帝国に独力で対抗できる力はなく、イギリスとフランスはロシアの同盟国なので頼りにならず、オスマン帝国はドイツ帝国の支援を仰いだ（ドイツ外交政策の歴史）。オスマン帝国軍はドイツ帝国陸軍の協力を得て近代化を進めた。
陸軍の親独傾向に対しオスマン帝国海軍はイギリス海軍の支援を受け、イギリス海軍軍人を艦隊指揮官（コモンドン・ド・ラ・フロット）に任命していた。オスマン帝国はイギリスの民間軍事企業にレシャディエ級戦艦の建造を発注する。さらにブラジルが南米建艦競争によりイギリスに発注したが、諸事情により売却した弩級戦艦リオデジャネイロ (Rio de Janeiro) を購入し、スルタン・オスマン1世 (Sultan Osman-ı Evvel) と命名した。前弩級戦艦を基幹とするロシア帝国海軍の黒海艦隊にとって、オスマン帝国海軍の新型戦艦は大きな懸念材料となった。
第一次バルカン戦争（バルカン戦争）の勃発により、ドイツ帝国は1912年11月に地中海戦隊 (Mittelmeerdivision) を新編し、同年に竣工したばかりの最新鋭艦2隻（巡洋戦艦ゲーベン、軽巡洋艦ブレスラウ）を地中海に配備した。最初の戦隊司令官はコンラッド・トラムラー少将であった。ドイツ地中海戦隊は、地中海で砲艦外交を展開した。ただしドイツ帝国は地中海に植民地や自国の基地を保有していないので、ドイツ地中海戦隊の艦艇は友好国（イタリア王国、オーストリア＝ハンガリー帝国）の港湾施設や造船所を借りて補給や修理をしなくてはならなかった。また本格的修理をする場合は、ドイツ本国に戻る事も検討されていた。
1913年6月に第二次バルカン戦争が勃発したあと、10月に新任司令官ヴィルヘルム・スション少将が着任した。戦時における役割は、アルジェリアからフランスへの兵員輸送の妨害である。イタリア王立海軍 (Regia Marina) とオーストリア＝ハンガリー帝国海軍 (Császári és Királyi Haditengerészet) がドイツ地中海戦隊に協力し、共同で作戦を実施する計画を準備した。
一方、イギリスも1914年には地中海艦隊を改編、戦艦6隻を本国に戻し、そのかわり巡洋戦艦2隻を編入した。これにより地中海のイギリス巡洋戦艦は3隻（インドミタブル、インディファティガブル、インフレキシブル）となり、ドイツ地中海戦隊（ゲーベン、ブレスラウ）を牽制した。さらにフランス海軍の地中海艦隊を考慮に入れると、ドイツ地中海戦隊は勝負にならないほど劣勢であった。

## 開戦直後
1914年7月28日にオーストリア・ハンガリー帝国と、汎スラヴ主義を掲げるロシア帝国の影響下にあったセルビアとの間で戦争が勃発した。当時のブレスラウはアルバニア内乱問題に対処するため、イギリス海軍の戦艦キング・エドワード7世 (HMS King Edward VII) などと共にドラッツォ沖合に停泊していた。イギリス地中海艦隊は麾下艦艇に対しマルタ集結を下令しており、キング・エドワード7世もブレスラウに挨拶することなく出港していった。8月1日、ブレスラウはイタリア半島南部のブリンディジに急行してカール・デーニッツ（通信長）を降ろし、石炭を積んだ汽船を手配させた。ブレスラウはドラッツォに残していた分遣隊を収容するため、再び出港した。
当時のゲーベンはボイラーに故障を抱えており、姉妹艦のモルトケ (SMS Moltke) と交代してドイツ本国に帰る予定だった。だが地中海情勢のため帰国できず、アドリア海のポーラで機関の修理中であった。アドリア海に閉じ込められないためにスションは修理を急がせたが、結局修理が完了していない状態で出航した。8月1日にスションはイタリア王国のブリンディジに到着したが、イタリアは中立であることを理由にして給炭を行わなかった。ゲーベンは、デーニッツらを回収して出港した。ゲーベンはタラントでブレスラウと合流後メッシーナへ向かい、そこでドイツ商船から石炭を補給した。
一方、7月31日にイギリスの海相ウィンストン・チャーチルは地中海艦隊の指揮官アーチボルド・バークレー・ミルン中将に対し、地中海を横切ってフランス第19軍団を運んでいるフランスの船団を護衛するよう指示した。この時、英領マルタを拠点とする地中海艦隊は巡洋戦艦3隻（インフレキシブル、インディファティガブル、インドミタブル）、装甲巡洋艦4隻、軽巡洋艦4隻および14隻の駆逐艦からなっていた。次席指揮官はアーネスト・トラウブリッジ少将であった。ミルン中将はマルタにとどまり、トラウヴリッジ少将の装甲巡洋艦がオトラント海峡でドイツ地中海戦隊とオーストリア艦隊の合流を阻止しようという企図であったという。
8月1日、ミルン提督はマルタにイギリス地中海艦隊を集結させた。翌日、ミルンはオーストリア海軍の出撃に備えてアドリア海の監視を続ける一方、巡洋戦艦2隻でゲーベンを追跡するよう指示を受けた。ミルンはこれに背き、インドミタブル、インディファティガブルをトラウブリッジ少将麾下の巡洋艦戦隊と共にアドリア海に向かわせ、軽巡洋艦チャタムをメッシーナ海峡へゲーベン捜索に向かわせた。しかし、8月3日朝の時点で既にドイツ艦隊はメッシーナを離れて西へ向かっており、イギリス海軍本部はドイツ艦隊の大西洋脱出阻止のため、巡洋戦艦2隻をジブラルタルに派遣した。

## 最初の接触
連合国陣営のイギリス地中海艦隊とフランス地中海艦隊に対して、中央同盟国陣営のドイツ地中海戦隊は巡洋戦艦1隻と軽巡洋艦1隻しかなく、ドイツ艦隊の作戦にはイタリア海軍とハンガリー＝オーストリア海軍の協力が不可欠だった。8月2日、ドイツ地中海戦隊はメッシーナに到着したが、イタリア艦隊もオーストリア艦隊も非協力的だった。さらにイタリアはドイツ艦の給炭や通信を妨害するなど、敵対国のようにふるまった。ドイツ本国からも明確な命令は無く、スション提督は連合国の機先を制してアフリカ沿岸での作戦を開始することにした。アルジェリアの港ボーヌ（現在のアンナバ）とフィリップヴィル（現在のスキクダ）の攻撃を計画し、ドイツ地中海戦隊（ゲーベン、ブレスラウ）は2日夜にメッシーナを出撃した。そしてゲーベンがフィリップビルへ、ブレスラウがボーヌへ向かった。
8月3日午後6時、西に向かって航行中にスションはドイツ帝国がフランスに宣戦布告したという報告を受けた。4日朝早く、スションは司令長官であるアルフレート・フォン・ティルピッツ提督から「8月3日、トルコと同盟が結ばれた。直ちにコンスタンティノープルへ向かえ」という命令を受けた。機関部に故障を抱えていたゲーベンは最大速力が出せず、石炭消費量も多くなっていたので、アルジェリア沿岸からコンスタンティノープルに直行できる状態ではなかった。そこで予定通りアフリカ沿岸のフランス港を砲撃したあとメッシナで石炭補給をおこない、コンスタンティノープルに向かうことにした。ドイツ地中海戦隊2隻はそれぞれ夜明けに砲撃を行い、それから給炭のためメッシーナに向かった。
戦争前のイギリスとの協定により大西洋沿岸防衛をイギリスに任せていたフランスは、全艦隊を地中海に集中させることができた。フランス艦隊の3つの部隊（それぞれ大型艦4～6隻、巡洋艦と駆逐艦部隊）が輸送船団の護衛に当たっていた。しかしフランス地中海艦隊は、ドイツ艦がオラン（メルス・エル・ケビール）やアルジェを脅かすことを怖れ、そちらの方を重視した。ドイツ艦隊がさらに西に向かうことも予想されたにもかかわらず、輸送船団の防御を強固とするため、フランスのオーギュスタン・ブエ・ド・ラペレール中将はゲーベン捜索に1隻の艦艇も派遣しなかった。そのためドイツ艦隊は妨害を受けずに東に向かうことができた。
8月4日午前9時30分～10時頃、ゲーベン（スション提督）とブレスラウが会合した直後にイギリス海軍の巡洋戦艦2隻（インドミタブル、インディファティガブル）が接触した。英巡戦2隻はドイツ艦隊の大西洋脱出阻止のため、ジブラルタルにむかう途中であった。フランスと異なり、この時イギリスはまだドイツと戦争状態になっていなかった。ドイツ地中海戦隊も交戦を控えて東にむかい、イギリス巡洋戦艦は西へむかってすれ違う。ところがイギリス巡洋戦艦は反転すると、ドイツ艦隊の追跡を開始した。このときミルン（イギリス地中海艦隊司令長官）はドイツ艦隊と触したことと、その位置は報告したが東に向かっていることを伝えるのを怠った。そのため、チャーチルはドイツ艦隊がまだフランスの輸送船団の脅威になると思い、ミルンに輸送部隊が攻撃された場合は交戦することを許可した。この時点では、チャーチルらはゲーベンが西へ向かっていると思い込んでおり、その後の指示に影響を及ぼすこととなる。

## 追跡

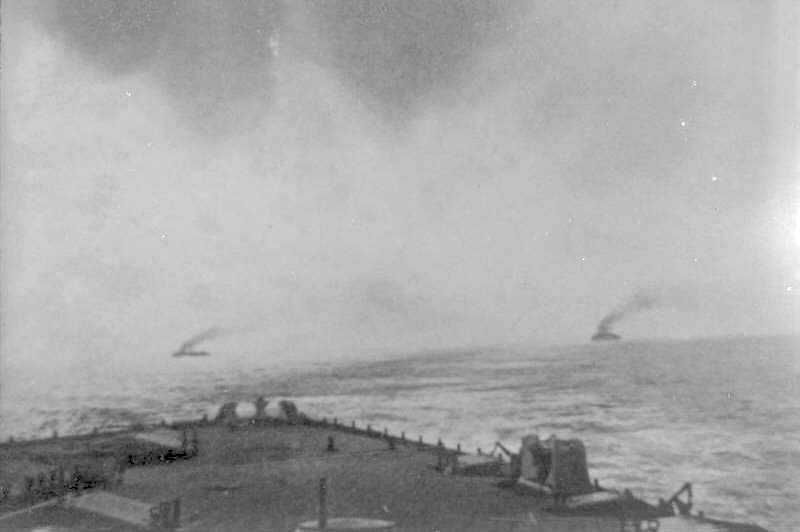
イギリス艦から撮られたドイツ艦隊。左側の2本煙突が「ゲーベン」で右側の4本煙突の艦が「ブレスラウ」。

ゲーベンは、公試で28.4ノットを発揮したことがある。だが1912年7月の就役直後に地中海に派遣され、それから本格的整備をおこなったことがなかった。とりあえず24ノットを発揮したところ、イギリス巡洋戦艦2隻はドイツ地中海戦隊に引き離されてしまった。イギリス巡洋戦艦もボイラーに問題を抱えていたのである。ただし、ゲーベンではフル回転でボイラーへの給炭を続けたためボイラー室の船員4人が過労で殉職している（彼らは本戦闘での唯一の犠牲者である）。インドミタブル、インディファティガブルは遅れ、軽巡洋艦ダブリン (HMS Dublin) が接触を続けたが、霧および日没のためシチリア島北岸のサン・ヴィト岬沖でダブリンはドイツ艦隊を見失った。同4日午後、ブレスラウがメッシーナに先行して石炭積み込み準備を開始、8月5日夜明けに到着した。ゲーベンの到着は数時間後だった。またドイツはイギリスと戦争状態になった。
一方、イギリス海軍省はミルンに、イタリアの中立を尊重しイタリアの領海内に侵入しないよう命じた。これはメッシーナ海峡の通過が不可能であることを意味した。そのため、ミルンは海峡の出口に部隊を配置した。未だドイツ地中海戦隊が輸送船団攻撃や大西洋に向かうと予想していたため、ミルンは2隻の巡洋戦艦、インフレクシブルとインディファティガブルを海峡の北に配置し、南側は軽巡洋艦グロスター (HMS Gloucester) 1隻のみであった。その上、ミルンはインドミタブルをチュニジアのビゼルトへ給炭に向かわせた。メッシナ海峡の西側はフランス軍が監視してくれると信じ、ミルン直率の主力艦隊はドイツ艦隊の西進にそなえてシチリアと北アフリカ間で待機した。
ゲーベンとブレスラウにとって、メッシーナは避難所とはならなかった。イタリアは中立国であることを理由に、スション提督に24時間以内の出港を要求し、石炭の陸上からの補給を拒絶した。ドイツの汽船から石炭が手作業で集められたが、ドイツ艦の舷側に平底船を横付けできなかったので積載作業に手間取った。集まったのは8月6日夕刻までで1500トンであり、コンスタンティノープルに行くのには不十分であった。スション提督は、メッシーナからの出港支援のためにオーストリア軍艦の出動を駐ウィーンドイツ大使館付武官と軍令部に要請した。だがハンガリー＝オーストリア帝国は「帝国はイギリスと未だ戦争状態に入っておらず、いまだ中立国である」として海軍の協力を拒否した。スション提督は自力でコンスタンティノープルに向かう決心を固め、8月6日午後のメッシナ出港を決めた。ここで、ティルピッツ提督（軍令部）から「コンスタンティノープル入港は、政治上の理由から目下のところ不可能」という新たなメッセージがさらに届いた。おそらく戦争の終わりまで閉じ込められるであろうがポーラに避難するという選択もあった。だがスションはドイツ艦隊がコンスタンティノープルに入港することの政略的・戦略的意義を考慮し、作戦成功の可能性が低くてもダーダネルス海峡突破の意志を固め、予定どおりのメッシナ出港を下令した。
8月6日夕刻、ゲーベンとブレスラウは戦闘を覚悟してメッシーナを出発したが、すぐにドイツ地中海戦隊を見張っていたイギリス巡洋艦と遭遇した。この巡洋艦はグロスターであり、ドイツ艦隊追跡を開始した。ブレスラウはグロスターの針路を妨害し、ゲーベンは電波妨害をおこなって英艦の通信遮断を試みた。
グロスターの通報を受けたミルン提督は、イギリス巡洋戦艦をシチリア島周辺に残したまま、マルタから軽巡ダブリンを派遣してトラウブリッジの巡洋艦戦隊に加えた。ミルンはこれでドイツ艦隊を阻止できると考えた。6日深夜から7日早朝にかけて、ダブリンと随伴駆逐艦はドイツ艦隊と接触したが、攻撃しなかった。新たなイギリス艦隊は視界外に去り、グロスターだけが追跡を続けていた。
一方、トラウブリッジ戦隊は4隻の装甲巡洋艦、ディフェンス、ブラック・プリンス、ウォーリア、デューク・オブ・エジンバラからなっていた。 装甲巡洋艦の9.2インチ砲とゲーベンの11インチ砲ではトラウブリッジ戦隊はアウトレンジ攻撃されるため、トラウブリッジは唯一のチャンスは夜明けにゲーベンが彼の部隊の東に位置している時だと考えた。8月7日午前4時、彼はそのような配置に位置することに失敗し、有利な条件で攻撃をかけることが不可能となった。優勢な敵との交戦を避けろというチャーチルの曖昧な命令のため、トラウブリッジは退却した。後日、トラウブリッジは軍法会議で「我々にアドリア海入口の配置を離れる権限はなく、またグロスターを支援せよとの命令も受けていない」と陳述したという。
ミルンはグロスターに交戦しないよう命じた。ミルンは未だにスションが西へ向かうと考えていた。だが、グロスターの艦長にとってはゲーベンが逃走しているのは明らかであった。7日正午すぎ、ドイツ地中海戦隊はエーゲ海の多島を利用してグロスターへの攻撃を試みた。スション提督はギリシャ沖に石炭船を待機させており、合流するために追跡者を振り切る必要があったためである。一方のグロスターもゲーベンを引き返させようとブレスラウに対し砲火を開き、1発を命中させたが効果はなかった。ブレスラウも反撃して榴弾2発命中を確認したという。最終的にミルンはマタパン岬で追跡を中止するようグロスターに命じた。
8月7日夕刻、イギリス地中海艦隊の巡洋戦艦はマルタで石炭の補給を終え、マタパン岬に向けて出向した。8月8日夜中過ぎ、ミルンは3隻の巡洋戦艦と軽巡洋艦ウェイマスを東に向かわせた。午後2時、海軍省からミルンに、イギリスがオーストリアと戦争になったという誤った情報が届いた。そして、ゲーベン捜索よりアドリア海の警備を選択した。8月9日、ミルンはゲーベンを追跡せよとの明白な命令を受けた。ミルンはこの時点でもスションがダーダネルスを目指しているとは考えておらず、エーゲ海出口の警備を決心した。
8月9日午後、ドイツ地中海戦隊はデヌーサ島沖でドイツ石炭船と合流し、夜を徹してゲーベンとブレスラウに石炭補給をおこなった。8月10日午後5時、彼はダーダネルスに到着、通過の許可を待った。国際信号旗で水先案内人を要求したのに対し、オスマン帝国の水雷艇はこれに応じたため彼らに先導されてゲーベンとブレスラウはダーダネルス海峡を通過した。午後8時30分、近くにいたイギリスの副領事から、二隻がダーダネルスを通過したためダーダネルスを封鎖すべき、とイギリスへ打電されたが、ロンドンへは14時間、さらにミルンへは6時間かかってようやく届いたためもはや手遅れだった。翌11日夕方になってようやくウェイマスがダーダネルスに到着し、通過を要求したがトルコ側から拒絶された。
8月10日夕刻、ゲーベンとブレスラウはチャナッカレ沖合に碇泊した。ドイツ帝国とオスマン帝国の間で交渉が行われ、8月16日、ゲーベンとブレスラウはコンスタンティノープルに到着した。正式にオスマン帝国海軍に編入され、ゲーベンはヤウズ・スルタン・セリムに、ブレスラウはミディッリと改名した。

## その後
1913年7月にオスマン帝国とイギリスは同盟を締結したが、複雑な国際関係により批准されなかった。ロシア帝国は、イギリスで建造中のオスマン帝国向け超弩級戦艦2隻が黒海で重大な脅威になることを怖れ、セルゲイ・サゾーノフ（ロシア外務大臣）がベンケンドルフ駐英大使を通じてイギリスに対応を要請していた（コンスタンティノープル協定）。7月危機が世界大戦に拡大した直後の1914年8月2日、オスマン帝国とドイツ帝国間で土獨軍事同盟が結ばれる。秘密裏に同盟を締結したオスマン帝国政府に対し、イギリスは完成間近の超弩級戦艦を譲渡するよう要請したが断られ、2隻（レシャディエ、スルタン1世）を接収した。これによりオスマン帝国内の反英感情が一挙に高まった。そこにドイツ帝国海軍のゲーベンとブレスラウが到着し、親独感情の高まりと共に親英勢力の発言権が低下する。ドイツ艦2隻の到着時、オスマン帝国は中立を宣言していたが武装解除も退去要請もせず、両艦はオスマン政府に買い上げられることとなった。イギリスはこの措置に強く抗議し、種々の提案をして懐柔を試みる。接収したトルコ戦艦の代艦の提供を申し出たがオスマン帝国の姿勢は変わらず、両艦（ゲーベン、ブレスラウ）はオスマン帝国海軍所属となってトルコ国旗を掲げた。さらに、オスマン帝国海軍に派遣されていた英海軍将校が追放される。ゲーベンはヤウズ・スルタン・セリム (Yavuz Sultan Selim) 、ブレスラウはミディッリ (Midilli) と改名された。乗員はそのままドイツ人であり、ドイツ地中海戦隊司令官のスション提督はオスマン帝国海軍の司令長官に任命され、1917年9月に帰国するまでトルコに留まった。
一方、イギリス地中海艦隊を率いたミルンとトールブリッジ、ディフェンスの艦長フォーセット・レイ（Fawcett Wray）はイギリス国内で公然と非難された。軍法会議で有罪にこそならなかったものの、以後閑職に回されて不遇をかこつ事となった。なおイギリスにとっても、オスマン帝国が同盟国や中立国であるよりも、敵国として分割対象である方が都合が良かった。イギリスの歴史学者マイケル・ハワードは著書で以下のような見解を示している。
1914年10月下旬、元ドイツ艦2隻（ヤウズ・スルタン・セリム、ミディッリ）は黒海襲撃を行い、開戦の火蓋を切った。11月初旬にはイギリスなど連合国もオスマン帝国に宣戦を布告し、中東戦域が形成された。連合国は、ダーダネルス海峡を突破して制海権を握れば首都コンスタンティノープルが危うくなり、オスマン帝国は簡単に屈服すると考えていた。ヨーロッパの病人と侮っていたのだが、その見通しはダーダネルス海峡作戦と、ガリポリ攻防戦で打ち砕かれる。ダーダネルス海峡突破作戦を主張していたチャーチル海軍大臣は、作戦失敗の責任をとらされフィッシャー第一海軍卿と共に辞任に追い込まれた。
オスマン帝国海軍所属となった2隻は、黒海でロシア帝国海軍やイギリス海軍を相手に戦った。ミディッリは1918年1月20日、インブロス島攻撃の際にエーゲ海で触雷、沈没した（インブロス島沖海戦）。ｌｌオスマン帝国はムドロス休戦協定とセーヴル条約によって連合国に降伏して分割されたが、不平等条約に反発する国民軍の激しい抵抗運動が起きた。幾度かの戦争が起きたあと、トルコ革命の末にオスマン帝国は滅亡した。ローザンヌ条約が締結されて列強はアンカラ政府を承認し、ここにトルコ共和国が始まる。イギリス海軍が接収した軍艦の代金を含め、賠償請求問題解決した。オスマン帝国海軍はトルコ海軍に再編された。ヤウズもトルコ海軍所属となり、竣工時とほとんど変わらない艦容を維持したまま第二次世界大戦終結後も在籍、1971年に売却された。
ゲーベンに乗船していたゲオルク・コップ（Georg Kopp）は戦後に回想録「孤独な二隻」を著し、英訳もされている。